# Schulhof Ödön
Schulhof Ödön (Budapest, 1896. március 20. – Budapest, 1978. február 2.) reumatológus, balneológus és radiológus, az orvostudományok kandidátusa, Schulhof Vilmos (1874–1944) fürdőorvos, balneológus és reumatológus féltestvére. 

## Életpályája
Schulhof Sámuel Salamon (1848–1913) tőzsdei alkalmazott és Amster Gizella (1856–1899) gyermekeként született zsidó családban. Szüleit korán elvesztette, s ezután féltestvére, Vilmos nevelte. A Budapesti II. Kerületi Állami Főreáliskolában érettségizett (1913). Az első világháborúban katonai szolgálatot teljesített, s mint a 32. gyalogezred hadapród-jelöltje, az orosz harctéren súlyosan megsebesült. Tanulmányait a Budapesti Tudományegyetem Orvostudományi Karán folytatta, ahol 1918-ban szerezte meg oklevelét. Ezt követően balneológiai-reumatológiai kutatásokkal foglalkozott. Az I. sz. Belgyógyászati Klinikán lett gyakornok. A Magyarországi Tanácsköztársaság idején kollégái szakszervezeti titkárra választották, ezért a rendszer bukása után távoznia kellett. 1919 és 1923 között a német fővárosban dolgozott ortopédiai és röntgenológiai osztályokon. Hazatérése után, bátyjához hasonlóan Hévízre költözött, ahol a Zander-intézetben hasznosította tanulmányait mint röntgenológus és a fizikoterápia vezetője. Intézeti feladatai mellett magánpraxist is folytatott. A fürdőszezonon kívül Budapesten dolgozott; 1923-tól 1928-ig az Országos Gyermekvédő Liga ortopédiai intézetében, majd 1928-tól 1932-ig a Charité Poliklinika röntgenosztályán. Az 1930-as években sacroiliacalis röntgenfelvételével, amelyet Bársony Tivadarral, a Pesti Izraelita Hitközség Kórházának röntgenológusával dolgozott ki, nemzetközi hírnevet szerzett. 1932-ben a Park Szanatóriumba került, ahol 1944-ig a fizikoterápiás osztályt vezette. A második világháború utolsó évében illegalitásba vonult. Testvérével ellentétben a fővárosban maradt, így elkerülte a deportálást. 
A háborút követően visszatért Hévízre, ahol megbízták a fürdő orvosi vezetésével. 1946-ban a reumás betegségek kór- és gyógytana című tárgykörből magántanárrá habilitálták. 1948-ban az Országos Fürdőügyi Igazgatóság igazgatóhelyettesévé választották. A következő évben megalapította az Országos Balneológiai Intézetet, amelynek első igazgatója lett. 1951-ben alakult meg az Országos Reuma- és Fizikoterápiás Intézet (ORFI) – ezt a tudományos intézetet is ő vezette 1973-as nyugdíjazásáig, 1974-től pedig az intézet tanácsadójaként működött. 
1948. június 28-tól tagja volt a Magyar Hidrológiai Társaságnak. Először az 1949-ben alakult Gyógyvíz Bizottság munkájában vett részt, majd az 1952. május 15-én megalakult Balneológiai Szakosztály első elnöke lett. 1950 és 1968 között a Hidrológiai Közlöny szerkesztőbizottságának tagja volt. 1951 és 1969 között 71 tudományos cikket publikált, 13 könyvben volt társszerző és 3 önálló könyvet írt.
Első felesége Jahoda René (1901–?) volt, Jahoda Adolf és Braun Teréz lánya, akivel 1923. szeptember 9-én Budapesten kötött házasságot. 1946-ban elváltak. Második házastársa dr. Altai Magda (1899–1977) főorvos, Altai Margit lánya volt. Lánya Rényi Kató (1924–1969) egyetemi docens, Rényi Alfréd felesége. 

## Főbb munkái
- Az ízületi megbetegedések Röntgen-vizsgálata. Budapesti Orvosi Újság, 1922, 24.
- Az ultrarövid rádióhullámok orvosi alkalmazásáról. Gyógyászat, 1935, 12–13.
- A háború és ostrom okozta túlerőltetések és nélkülözések hatása a gyulladásos jellegű rheumás betegségekre. Orvosok Lapja, 1945, 4.
- Küzdelem a rheuma, mint népbetegség ellen. Orvosok Lapja, 1946, 1.
- Chronikus ízületi gyulladásos betegek streptococcus érzékenysége. Orvosok Lapja, 1946, 23.
- Melyik rheumás beteget küldjük gyógyfürdőbe? Orvosok Lapja, 1947, 18.
- Mit várhatunk orvosi szempontból újabb gyógyforrásainktól? Hidrológiai Közlöny, 1949, 3–4.
- A magyar gyógyfürdők problémái az ötéves tervben. Hidrológiai Közlöny, 1952, 5–6., 226–228. o.
- Reumás fájdalmak. Budapest, 1952
- Hogyan védekezzünk a reuma ellen. Budapest, 1952
- A borsodi iparvidék és környéke ásvány-gyógyvizeinek orvosi felhasználása. Hidrológiai, 1952, 9–10., 360–367. o.
- Reumás bántalmak gyógyítási lehetőségei a Mecsekben. Hidrológiai Közlöny, 1953, 11–12.
- Az orvosi meteorológia és a klimatológia újabb vizsgálati módszerei. A Magyar Tudományos Akadémia Műszaki Tudományok Osztályának Közleménye. 1953. 10. 3. 639–643. o.
- Symmetricus spontán fracturák (Milkmart-féle syndrome) esetei. Danyi Mihállyal, Fülöp Józseffel, Gyulai Ernővel és Szántó Lászlóval. Orvosi Hetilap, 1954, 18.
- Chronikus polyarthritises betegek ACTH kezeléséről. Bakos Lászlóval, Forgács Péterrel és Hajdu Lászlóval. Orvosi Hetilap, 1955, 2.
- A balneológia indikációinak kiterjesztéséről. Hidrológiai Közlöny, 1955, 7–8., 241–244. o.
- A magyar balneológia tíz éve. Hidrológiai Közlöny, 1955, 3–4.,  87–90. o.
- Studies on peripheral vascular reactions. Amsterdam, 1956
- Magyarország ásvány- és gyógyvizei. Budapest, 1957
- Reumás betegek complementkötési vizsgálata szövetantigénekkel. Bakos Lászlóval, Szilárd Jánossal és Vajda Gyulával. Orvosi Hetilap, 1958, 31.
- A radioaktív izotópok alkalmazása a balneológiai kutatásban. Hidrológiai Közlöny, 1959, 5.
- Hévíz gyógytényezői. Veszprém, 1960
- A meleg gyógyvizek túlzott kitermelésének veszélyei a gyógyfürdők szempontjából. Hidrológiai Tájékoztató, 1962, 3.
- Dr. Dalmady Zoltán. Nekrológ. Hidrológiai Tájékoztató, 1962, 3.
- A mozgásszervi rheumás betegek rehabilitációjának jelentősége és módszerei. Orvosi Hetilap, 1962, 25.
- Köszvényes betegek kezelésével szerzett tapasztalatok. Gáspárdy Gézával, Vida Margittal. Orvosi Hetilap, 1964, 17.
- A gyakorló orvos reumatológiája. Budapest, 1966
- A gyógyvizek gyógyító szerepéről. Hidrológiai Tájékoztató. 1967. 7. 1. 48–50. o.

## Díjai, elismerései
- Kiváló orvos (1952)[7]
- Schafarzik Ferenc-emlékérem (1958)
- Munka Érdemrend arany fokozata (1967)
- Steiner Lajos-emlékérem (1971)

## Emlékezete
A Magyar Balneológiai Egyesület érmet adott ki a Schulhof testvérek emlékére, és a róluk elnevezett díjat minden évben egy arra érdemes reumatológusoknak adja. A Magyar Rheumatológusok Egyesülete és a Magyar Balneológiai Egyesület 1996. március 22-én ünnepi előadóülést rendezett és ennek keretében dr. Bálint Géza, az ORFI akkori főigazgatója a Szent Lukács gyógyfürdőben felavatta Schulhof Ödön emléktábláját. 2002 szeptemberében a hévízi Szent András Reumakórházban avattak emléktáblát tiszteletére.